# Stina Nordenstam
Stina Nordenstam, nome completo Kristina Marianne Nordenstam (Stoccolma, 4 marzo 1969), è una cantautrice e musicista svedese.

## Carriera

### I Primi Due Album (1990-1997)
La voce di Stina la portò subito ad essere paragonata ad altri artisti come Rickie Lee Jones e Björk. I suoi primi album, Memories Of A Colour e And She Closed Her Eyes, rispettivamente del 1991 e 1994 presentano influenze Jazz con elementi di Alternative rock.
La prima collaborazione avviene un anno dopo, quando Stina scrive testo e canta nel brano Ask The Mountains di Vangelis, proveniente dal suo album Voices.
L'album Dynamite, del 1997, cominciò a mostrare il lato più sperimentale della cantautrice; nel disco infatti buona parte dei brani contenevano suoni distorti di chitarre e, in generale, un ritmo inusuale. 
Nello stesso anno si nota la collaborazione nel brano degli Yello To The Sea, proveniente dall'album Pocket Universe.

### This Is Stina Nordenstam (1998-2002)
Un album di cover, People Are Strange, precedette un periodo di pausa dalle attività della cantante, che ritornò nel 2001 con il disco This Is Stina Nordenstam. 
Nello stesso anno la cantante collaborò ad un brano del gruppo danese Mew, presente nel loro secondo album Half The World Is Watching Me. Il brano è stato poi registrato di nuovo per il debutto internazionale della band Frengers. 
Sempre nel 2001 fu pubblicato il filmato This Is... - Video Collection, collezione di tutti i video della cantautrice.

### Anni recenti (2003-in poi)
L'album successivo di Stina Nordenstam, The World Is Saved, pubblicato nel 2004, riprese le sonorità di This Is S.N., ma presentò un'ulteriore realizzazione del suono e un ritorno ad alcune delle influenze Jazz che caratterizzarono i suoi primi lavori.
Nello stesso anno si nota anche la collaborazione nel band-progetto di David Sylvian Nine Horses, con la quale Stina incise alcuni brani del disco Snow Borne Sorrow e l'E.P. Money For All. 
Attualmente la cantante sta lavorando al successivo album, che succede ad un periodo sabbatico. Non sono ancora note ne la data di pubblicazione ne il titolo del disco.

## Curiosità
- Oltre a quello della musica, Stina detiene conoscenze anche nel campo della Fotografia ed ha studiato anche come regista di videoclip musicali.
- È nota per essere molto introversa e riservata: rilascia pochissime interviste e sono rare le sue esibizioni live. Ha rifiutato qualsiasi apparizione che non facesse parte di un suo tour promozionale o non fosse da lei decisa.

## Discografia

### Album
- Memories Of A Colour (1991)
- And She Closed Her Eyes (1994)
- Dynamite (1996)
- People Are Strange (1998) - album di cover
- This Is Stina Nordenstam (2001)
- The World Is Saved (2004)

### Singoli
- da Memories Of A Colour (1991)
- Memories Of A Color (1992)
- Another Story Girl (1993)

- da And She Closed Her Eyes (1994)
- Little Star (1994)
- Something Nice (1994)

- da Dynamite (1996)
- Dynamite (1997)

- da People Are Strange (1998)
- People Are Strange (1998)

- da This Is Stina Nordenstam (2001)
- Lori Glori (2001)
- Sharon & Hope (2002)

- da The World Is Saved (2004)
- Get On With Your Life (2004)
- Parliament Square (2004)

### EP
- Little Star remixes (1994)
- The Photographer's Wife (1996) - in collaborazione con Anton Fier
- Little Star re-issued (1997) - usata nella colonna sonora del film Romeo + Juliet

## Collaborazioni
- Ask The Mountains, dall'album Voices di Vangelis
- To The Sea, dall'album Pocket Universe degli Yello
- Snow Borne Sorrow, album dei Nine Horses
- Money For All, E.P. dei Nine Horses

## Collegamenti
- (EN)  Stina Nordenstam - Sito Ufficiale
- Desire Avenue - Sito di fan con discografia e contenuti